# بیبلیس (اساطیر یونانی)

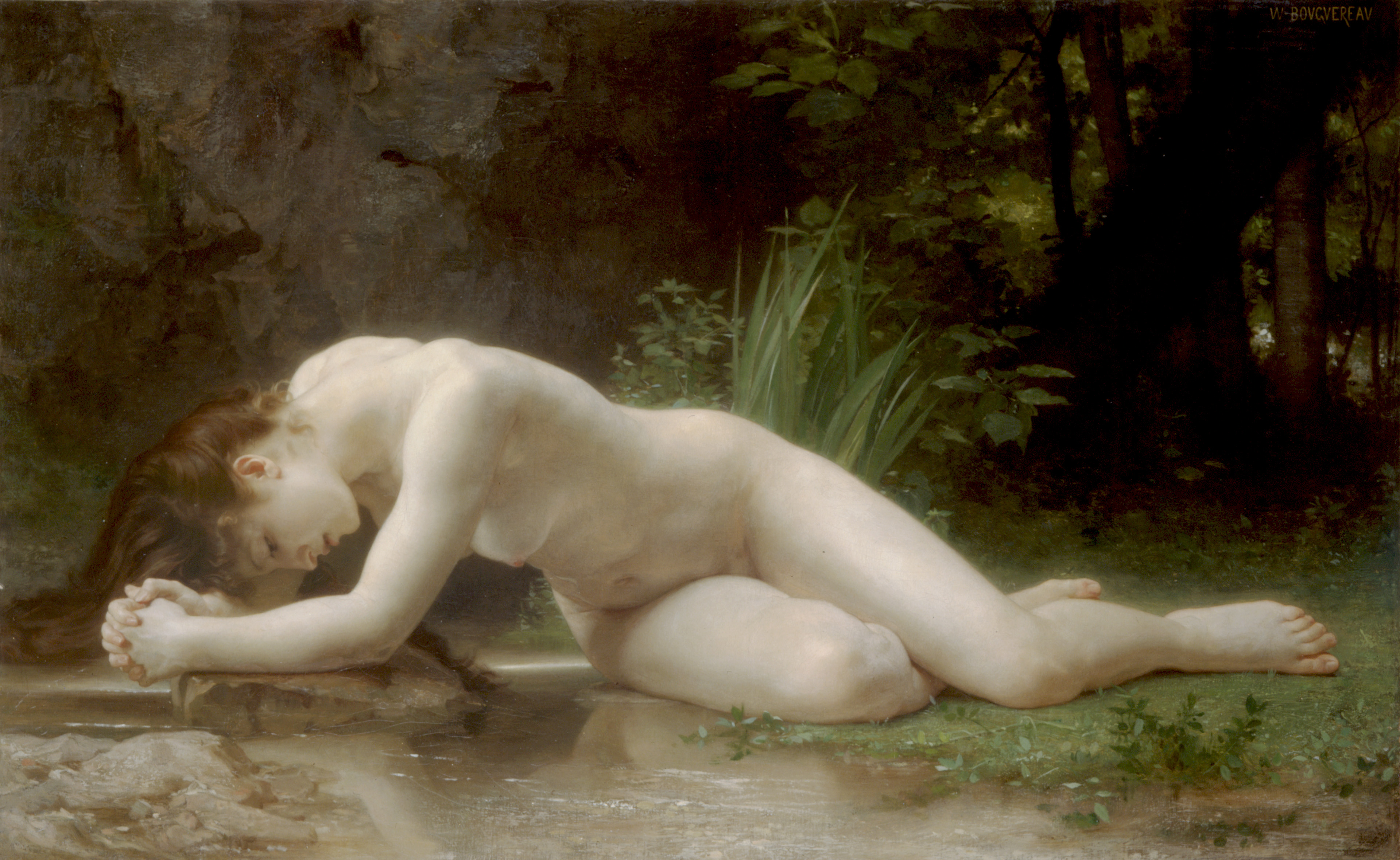
بیبلیس اثر ویلیام آدولف بوگرو (۱۸۸۴).

در اساطیر یونانی، بیبلیس یا بوبلیس (به انگلیسی: Byblis) (یونانی باستان: Βυβλίς) دختر میلتوس بود. مادرش تراگاسیا دختر سلانوس بود. سیانی، دختر خدای رودخانه میاندر، یا عیدوتیا، دختر اوریتوس پادشاه کاریا او عاشق کائونوس، برادر دوقلویش شد.

## اسطوره‌شناسی

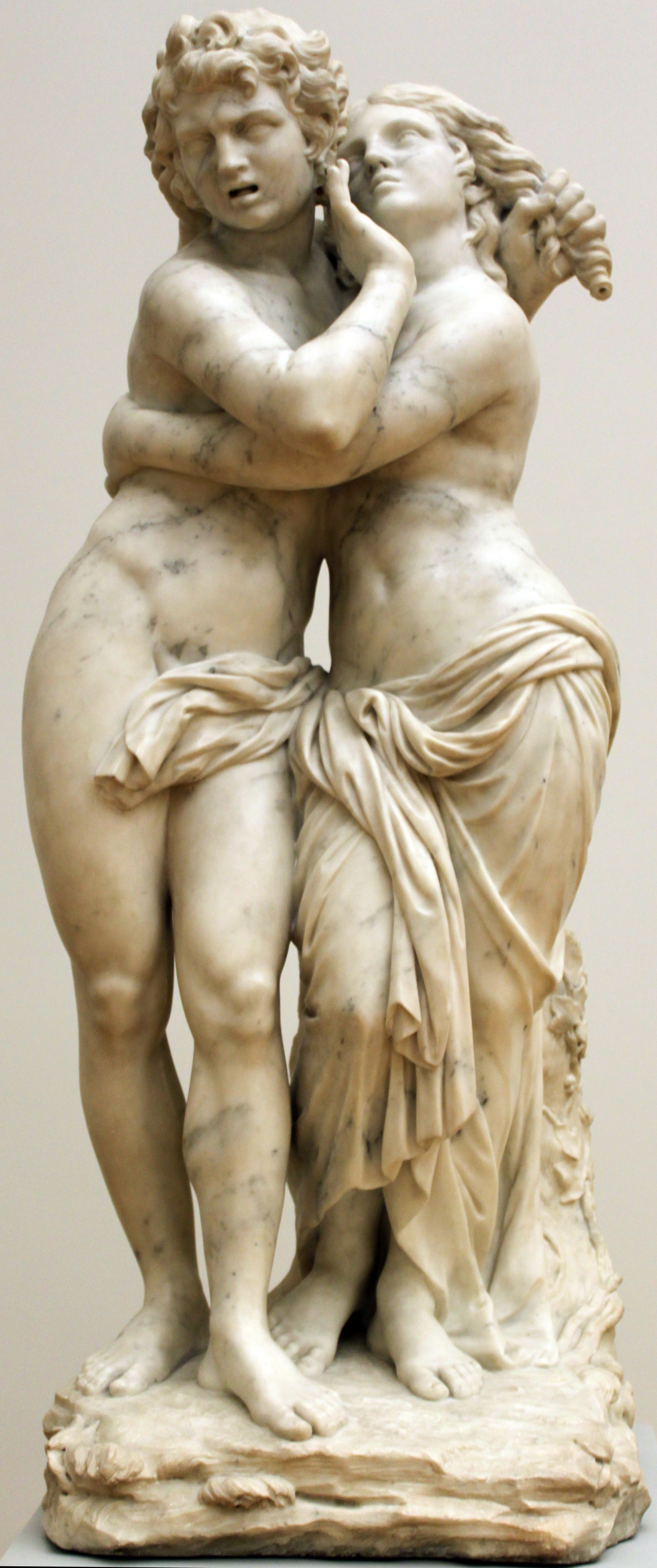
بیبلیس و کائونوس اثر لوران دلوو، ۱۷۳۴، موزه بوده.

### اوید
مفصل‌ترین تفسیر از داستان او تفسیر اووید است و به شرح زیر است:
بیبلیس عشق خود به کائونوس را اذعان کرد و با وجود تلاش‌های ابتدایی برای قانع کردن خودش که احساساتش طبیعی هستند، متوجه نامناسبی آن‌ها شد. او که نمی‌توانست عشقش به کائنوس را دیگر از او مخفی نگه دارد، نامه‌ای عاشقانه طولانی از طریق یک خدمتکار برایش فرستاد که نمونه‌ای دیگر از روابط محارم بین خدایان را ارائه می‌کرد. کائنوس با انزجار فرار کرد. او با این باور که هنوز می‌تواند او را وادار به دوست داشتنش کند، مصمم شد یک بار دیگر او را جذب کند. وقتی متوجه شد که او فرار کرده‌است، لباس‌هایش را پاره کرد و عریان شد و در اندوه دچار دیوانگی شد. او کائنوس را در بسیاری از مناطق از یونان و آسیای صغیر دنبال کرد تا اینکه سرانجام در اثر غم و اندوه و سفر طولانی درگذشت. از آنجایی که مدام گریه می‌کرد، به یک چشمه تبدیل شد.

### پارتنیوس
پارتنیوس نیکائیا دو نسخه از داستان بیبلیس نقل می‌کند، یکی از آنها به‌طور کلی مشابه آنچه اوید تعریف کرده‌است است، اما به پایان که می‌رسد بیبلیس خودش را با کمربند خود آویزان می‌کند. در نسخه دیگر، این کائنوس است که محارم را تحریک می‌کند، اما به نظر می‌رسد بیبلیس همچنان محبت خود را برمی‌گرداند. سپس کائونوس قبل از اینکه کنترل خواسته‌هایش را از دست بدهد خانه را ترک می‌کند و بیبلیس پس از جستجوی طولانی برای او، یک گره از لباس خود می‌سازد و خودش را حلق آویز می‌کند. همان نسخه توسط کونون دنبال می‌شود.

### آنتونینوس
آنتونینوس لیبرالیس دوباره بیبلیس را در عشق بی پاسخ به برادرش به تصویر می‌کشد. پس از رفتن کائونوس، او پیشنهاد خواستگاران متعدد را رد می‌کند و تلاش می‌کند با پریدن از صخره خودکشی کند، اما توسط همادریادها نجات می‌یابد که باعث می‌شوند او به خواب برود سپس او را به یک نیمف مشابه تبدیل کنند.

### نونوس
نونوس بیبلیس، کونوس و میلتوس را به عنوان فرزندان آستریوس، پسر مینوس و آندروژنیا به تصویر می‌کشد. در این روایت، کائنوس با آوازی عاشقانه به تعقیب بیبلیس می‌پردازد که به روابط محارم بین خدایان اشاره می‌کند.
همه نویسندگان به چشمه ای اشاره می‌کنند که گمان می‌رود از اشک‌های بی وقفه بیبلیس پدیدار شده‌است.
اعتقاد بر این بود که شهر بیبلوس در فنیقیه نام خود را از بیبلیس گرفته‌است.

## کونوس و بیبلیس در هنر
بین سال‌های ۱۷۰۶ و ۱۷۱۵، مجسمه‌ساز پیر لو گروس جوان، که در رم کار می‌کرد، او با بازسازی یک گروه عتیقه تراشیده شده از پسوخه و کوپیدو برای سفیر پرتغال مواجه شد. با تکیه بر خلاقیت، داستان عشق را برگرداند و موضوع کائنوس و بیبلیس را به تصویر کشید که در آن کائنوس شدیداً از خود در برابر پیشرفت‌های جنسی خواهرش دفاع می‌کند. در حالی که اکتشاف لو گروس در آلمان به پایان رسید و قبل از نابودی در آتش‌سوزی در سال ۱۹۳۱، به‌طور متناظر با آمور و پسیخه بازسازی شد. این اثر باعث ایجاد خروارهایی از طراحی، بازتولید و کپی توسط پمپئو باتونی، فرانچسکو کارادوری، مارتین گوتلیب کلاور و شناخته شده‌ترین از همه، دو نسخه سنگ مرمر توسط لوران دلوو وفادارترین برداشت از آنچه که اثر لو گروس به نظر می‌رسد، گچ کاری در خانه تیفورت در نزدیکی وایمار است.

## یادداشت
1. 1 2  Parthenius, Erotica Pathemata 11
2. 1 2  Ovid, Metamorphoses 9.446-665
3. 1 2  Antoninus Liberalis, Metamorphoses 30
4. ↑  Conon, Narrations 2
5. ↑  Nonnus, Dionysiaca 13.546 ff.
6. ↑  Stephanus of Byzantium, Ethnica s.v. Byblos
7. ↑  Gerhard Bissell, Haud dubiè Amoris & Psyches imagines fuerunt statuæ istæ, in: Max Kunze, Axel Rügler (ed.), Wiedererstandene Antike. Ergänzungen antiker Kunstwerke seit der Renaissance (Cyriacus. Studien zur Rezeption der Antike, Band 1), München 2003, pp. 73-80.